# Fala uderzeniowa

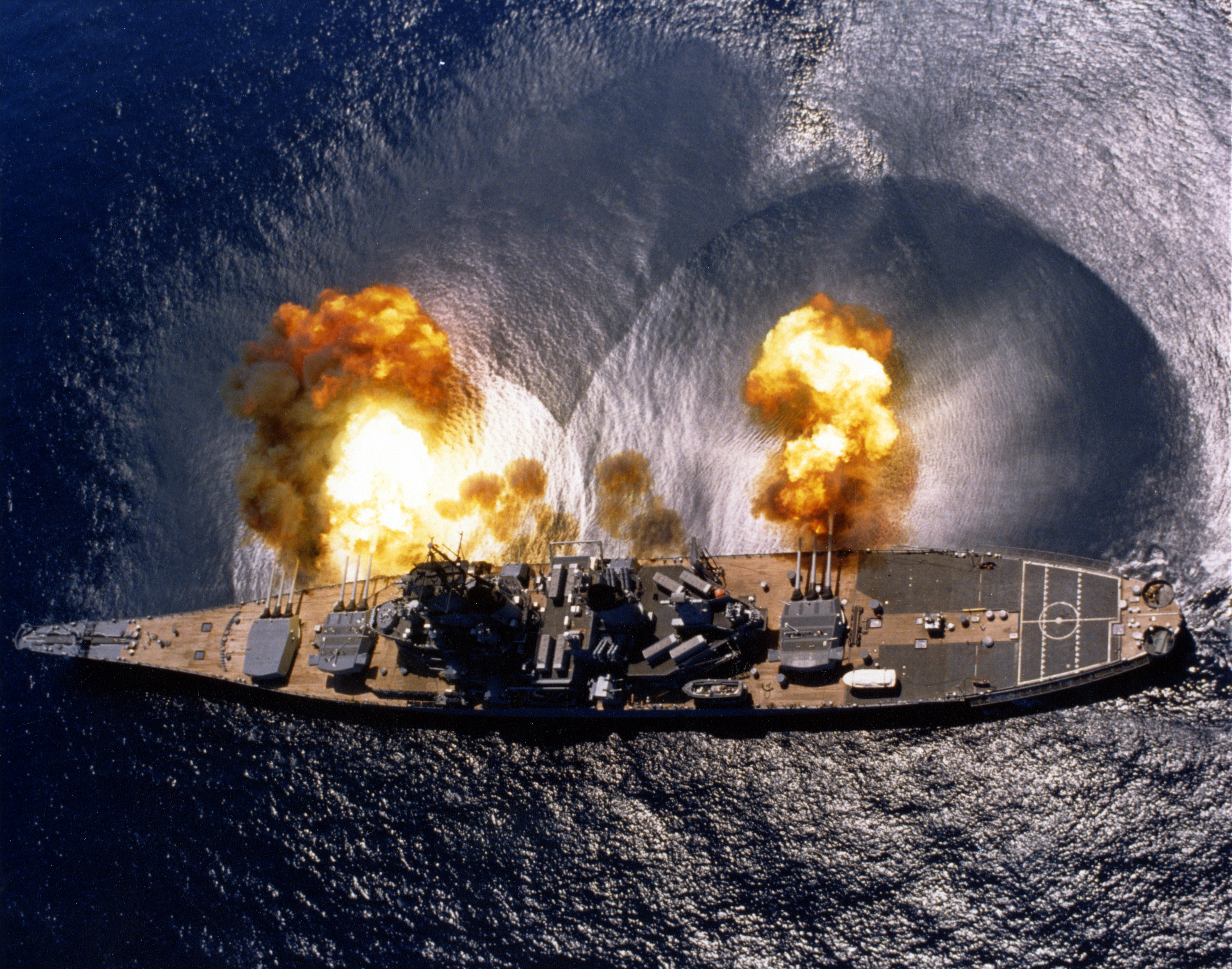
USS Iowa (BB-61) strzela pełną salwą burtową w czasie manewrów w pobliżu wyspy Vieques Portoryko) 1 lipca 1984 – obserwowane fale na powierzchni oceanu

Fala uderzeniowa – cienka warstwa, w której następuje gwałtowny wzrost ciśnienia ośrodka, rozchodząca się szybciej niż dźwięk. Fale uderzeniowe powstają podczas silnego wybuchu lub ruchu ciała (np. samolotu) z prędkością naddźwiękową.
W powietrzu przelotowi intensywnej fali uderzeniowej w małej odległości od źródła towarzyszy wytworzenie się tzw. chmury Wilsona, charakterystycznej mgiełki powstałej wskutek kondensacji pary wodnej. Zjawisko to jest zauważalne gołym okiem przy wybuchu ładunków materiałów wybuchowych o masie większej niż 0,5 kg i średniej sile (TNT). Podobne zjawisko, występujące w bezpośrednim otoczeniu obiektu poruszającego się z prędkością nad- i okołodźwiękową nosi nazwę obłoku Prandtla-Glauerta.

## Powstawanie fali uderzeniowej
Ciało poruszające się w gazie nadaje cząsteczkom zderzającym się z nim dodatkową prędkość. Jeżeli prędkość tego ciała jest mniejsza od średniej prędkości cząsteczek gazu, to cząsteczki przekazują sobie w wyniku zderzeń pęd, po zderzeniu powracają i zderzają się z cząsteczkami z drugiej strony. Rozchodzące się w ten sposób zaburzenie jest obserwowane jako dźwięk. Jeżeli ciało ma prędkość większą od średniej prędkości cząsteczek gazu, to cząsteczki nie "nadążają z przekazywaniem" energii poprzedzającym je cząsteczkom. W ten sposób powstaje obszar, w którym gwałtownie rośnie prędkość cząsteczek (szczególnie w jednym kierunku), co odpowiada wzrostowi ciśnienia. Gdy ciało przestanie gwałtownie się poruszać, następuje natychmiastowy spadek ciśnienia.
Jeżeli czynnik wywołujący falę trwa wystarczająco długo, wywołuje on podmuch, czyli ruch gazu w kierunku rozchodzenia się fali. Po ustaniu przyczyny fala uderzeniowa rozchodząc się szybko zanika, co wywołuje wzrost temperatury ośrodka, w którym się rozchodzi (np. powietrza). Po zwolnieniu do prędkości poddźwiękowej staje się zwykłą falą akustyczną o dużej amplitudzie.
Silne fale dźwiękowe, słyszalne jako grzmot, lub też fale powstałe w wyniku uderzenia niekiedy bywają mylnie nazywane falami uderzeniowymi.

### Fala uderzeniowa w ciałach stałych
W przypadku ciał stałych termin „fala uderzeniowa” jest zwykle rozumiany jako fala naprężeń ściskających o wielkiej amplitudzie lub impuls ciśnienia, który powoduje niemal natychmiastowy wzrost naprężeń lub ciśnienia w ośrodku – przechodząca fala zwiększa gęstość ciała w kierunku swojego ruchu (zob. detonacja).
Fale o wielkiej amplitudzie powstają w Ziemi, w wyniku takich zjawisk, jak podziemna eksplozja, trzęsienie ziemi lub uderzenie meteorytu. W laboratorium mogą być one wytwarzane pod kontrolą i są bardzo użyteczne zarówno w geofizyce, jak i badaniach ciał stałych.
Przejście fali uderzeniowej przez ciało stałe powoduje zmiany w stanie fizycznym materiału. Może ona np. spowodować przesunięcia atomów, zmiany poziomów energetycznych elektronów i zmienić bilans energii wewnętrznej. Pomiary zachowania się ciał stałych poddanych silnym impulsom ciśnienia rzuciły nowe światło na podstawowe właściwości ciał stałych i doprowadziły do zastosowania fali uderzeniowej w medycynie – poprzez ogniskowanie wiązki ultradźwięków na kamieniach nerkowych można spowodować ich skruszenie (metoda litotrypsji) – czy do rozwoju takich użytecznych metod przemysłowych, jak wybuchowe platerowanie i zgrzewanie, wybuchowe cięcie i kształtowanie, uderzeniowe wprasowywanie proszków w stałe części maszyn, wybuchowe roboty ziemne (np. wykopy) i wytwarzanie nowych materiałów o szczególnych właściwościach.
Eksperymentatorzy zwykle wytwarzają fale uderzeniowe w materiałach za pomocą eksplozji przyłożonego materiału wybuchowego albo przez uderzenie pocisku o dużej prędkości, wystrzelonego z działa lub przyspieszonego przez eksplozję.

## Fala uderzeniowa wybuchu jądrowego
Fala uderzeniowa i wywołane nią wtórne zjawiska, takie jak podmuch, wahania ciśnienia, grzmot, to jeden z najważniejszych czynników niszczących wybuchu jądrowego (z wyjątkiem bomb neutronowych). Oddziałuje bezpośrednio na ludzi, przedmioty i inne obiekty w trakcie wybuchu, wywołując burzenie budynków, przewracanie, deformowanie, rozrywanie, łamanie, porywanie sprzętu, wyrywanie drzew itp. Na ludzi działa jako uderzenie bezpośrednie lub pośrednie uderzenie poprzez przedmioty niesione podmuchem.